# 전쟁없는세상
전쟁없는세상은 대한민국의 비영리 민간 인권운동단체로, 2001년 오태양의 병역거부 선언을 계기로, 병역거부자들과 평화주의자들이 모여 2003년에 설립되었다.